# Oliver Peak
Der Oliver Peak ist ein 2410 m hoher Berg der Asgard Range im ostantarktischen Viktorialand. Er ragt 6,5 km nordnordwestlich des Round Mountain auf.
Das Advisory Committee on Antarctic Names benannte ihn 1976 nach dem Neuseeländer Leon Oliver, ab 1973 Chefbohrer und ab 1974 Leiter des Bohrprojekts in den Antarktischen Trockentälern (Dry Valley Drilling Projekt 1971–1975).